# 何家槐
何家槐（1911年—1969年），笔名永修、先河等，男。浙江义乌人，中国作家、文艺评论家，中国左翼作家联盟成员，曾任暨南大学中文系主任。